# HD 36162
HD 36162，又名BD+15 837，SAO 94596、HR 1832，是一颗恒星，视星等为5.94，位于銀經189.72，銀緯-10.15，其B1900.0坐标为赤經5h 24m 42.7s，赤緯+15° -10.15′ 59″。